# الإذاعة التعليمية (مصر)

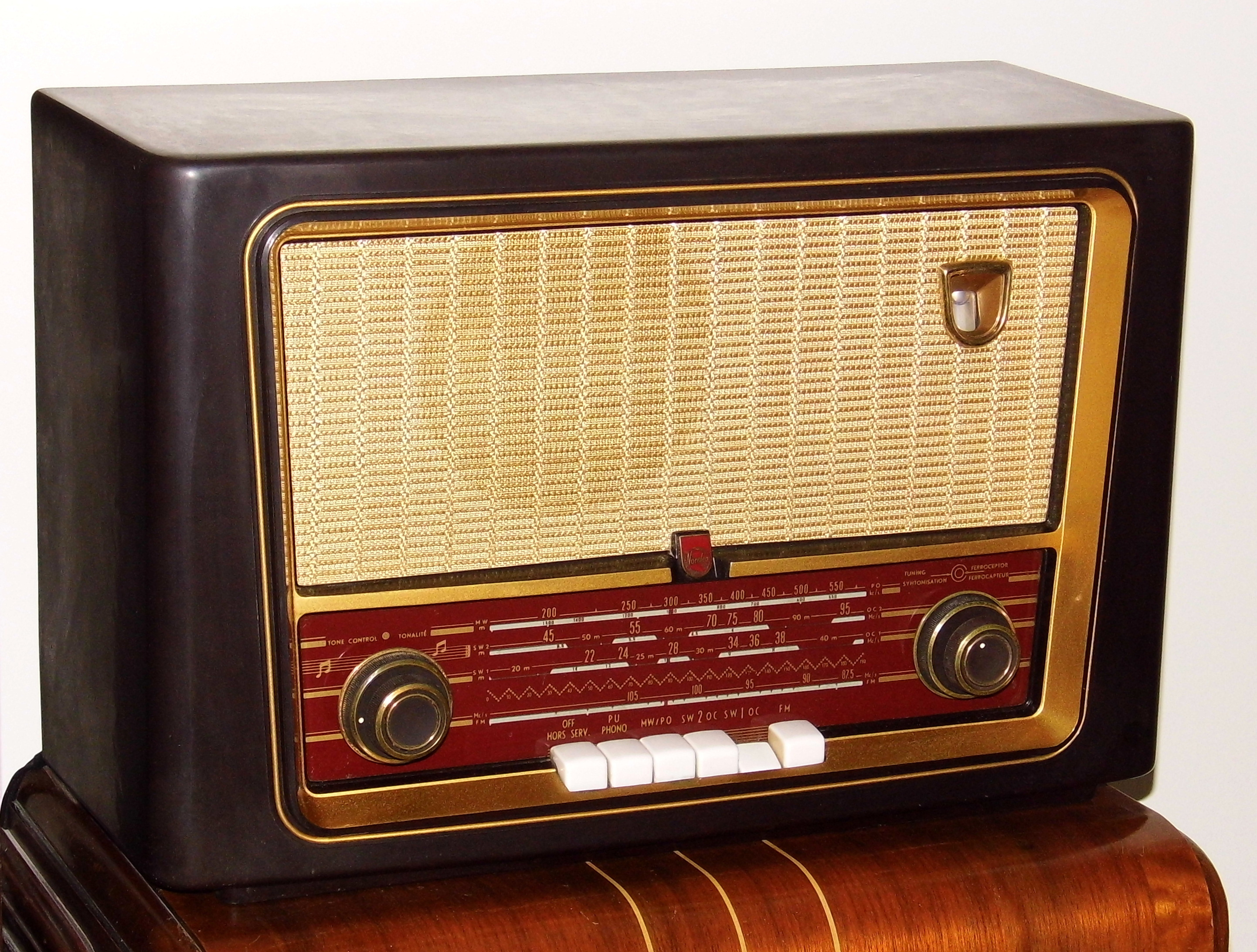

إذاعة مصرية تقدم البرامج التعليمية المنهجية لطلاب الحلقة الابتدائية للتعليم الأساسي والمرحلة الإعدادية والثانوية العامة بمرحلتيها والثانوية الفنية الصناعية والزراعية والتجارية إضافة إلى برامج محو الأمية
وتقدم البرامج التعليمية التربوية والتي تستهدف الاهتمام بتعديل سلوك الأفراد ودعم القيم الدينية وتوضيح أهمية المحافظة على البيئة وغرس الانتماء وحب الوطن
استحداث الإذاعة التعليمية فترات اذاعية على الهواء لخدمة ذوى الاحتياجات الخاصة بتقديم برامج مسابقات ثقافية وتعليمية.
استحداث الإذاعة التعليمية فترات مفتوحه خاصة بطلاب التعليم الفنى (الزرعى والتجارى والفندقى) مع توفير اساتذة اكفاء لهذه الفترة بالتعاون مع وزارة التربية والتعليم.
تقدم بعض البرامج الدينية.
و تقدم بعض البرامج الصحية.
تقدم بعض البرامج الأخبارية والسياسية.
تقدم بعض البرامج الثقافية.
تقوم بإنتاج بعض المواد الدرامية.
تقديم برامج تعليم اللغات مثل (الإنجليزية للمبتدئين - الإنجليزية للمتقدمين - القاموس اللغوي المسموع - دنيا اللغة - علوم اللسان - الفرنسية للمبتدئين).
وقد فازت الإذاعة التعليمية بعدة جوائز منها:
- الجائزة الأولى درع شهادة تقدير عن برنامج يوميات فتاة عصرية في مسابقة الأعمال المتميزة عن قضايا المراة التي نظمتها جمعية نهوض وتنمية المراة.
- ميدالية وشهادة تقدير من منظمة اتحاد الكتاب الافرواسيويه في مسابقة عن حقوق الإنسان وقضية فلسطين